# Gymnopleurus thoracicus
Gymnopleurus thoracicus là một loài bọ cánh cứng trong họ Bọ hung (Scarabaeidae).